# 海退

海進（オンラップ）と海退（オフラップ）の間の堆積相の違いを示す断面図

海退（かいたい。英: marine regression）は、海水準の低下、または陸地の隆起によって、それまでの海底が新たな地表となる地質学的な出来事である。対義語は海進であり、それまでの陸地が海面下に沈む。
海退および海進は地層によって記録されており、その変動は、ペルム紀末の大量絶滅（2億5000万年前）や、白亜紀末の大量絶滅（6600万年前）など、いくつかの大量絶滅の原因、あるいは原因の一部となったと考えられている。地球史上最大の大量絶滅であるペルム紀末の場合、世界の海面は250メートルも低下した。
大規模な海退はそれ自体で浅海の海洋生物を絶滅させる可能性がある。しかし大量絶滅では水生種だけでなく、陸生種の減少も見られることが多く、海退が陸生動物の広範な絶滅を直接引き起こすと考えるのは難しい。したがって、海退と大量絶滅は、単純な因果関係でなく、相関関係あるいは一症例とみられている。
ペルム紀末の海退はパンゲア大陸の形成と関連している可能性がある。すべての主要陸塊が1つになることで、「大陸が合体するにつれて海盆がわずかに拡大する」ことで、海退が促進された可能性がある。ただし、この要因は、他の事例にはあてはまらない可能性がある。
更新世の氷河時代においては、海退と氷期に明確な相関関係が見られる。地球の雪氷圏と水圏の間のバランスが変化して、氷床にある水の量が増えると、海水量は減少する。約18,000年前の最終氷期の最盛期では、世界の海面は現在より120〜130メートル低くなった。約600万年前の寒冷期では、氷河の拡大と海退、それに地中海の塩湖化（メッシニアン期地中海塩分危機）が発生している。しかし、過去のいくつかの大規模な海退は氷期とは無関係のようであり、白亜紀末の大量絶滅における海退もその一例である。
大規模な海退について、明快かつ確実な科学的説明はまだなされていない。ある仮説では、海退は「海洋底拡大の減速に関連している可能性があり、（中央海嶺の縮小によって）海面の全体的な下降につなが」るとしている。この説では、プレートテクトニクス活動の変化によって大規模な海退が発生するとしている。この活動の変化は、シベリア・トラップやデカン・トラップのような地球規模の巨大な火山活動も発生させ、それが大量絶滅を引き起こしたとしている。